# Capens
Capens (em occitano:  Capens) é uma comuna francesa na região administrativa da Occitânia, no departamento do Alto Garona. Estende-se por uma área de 6.77 km², com 672 habitantes, segundo o censo de 2018, com uma densidade de 99 hab/km².